# Cuauhxicalli

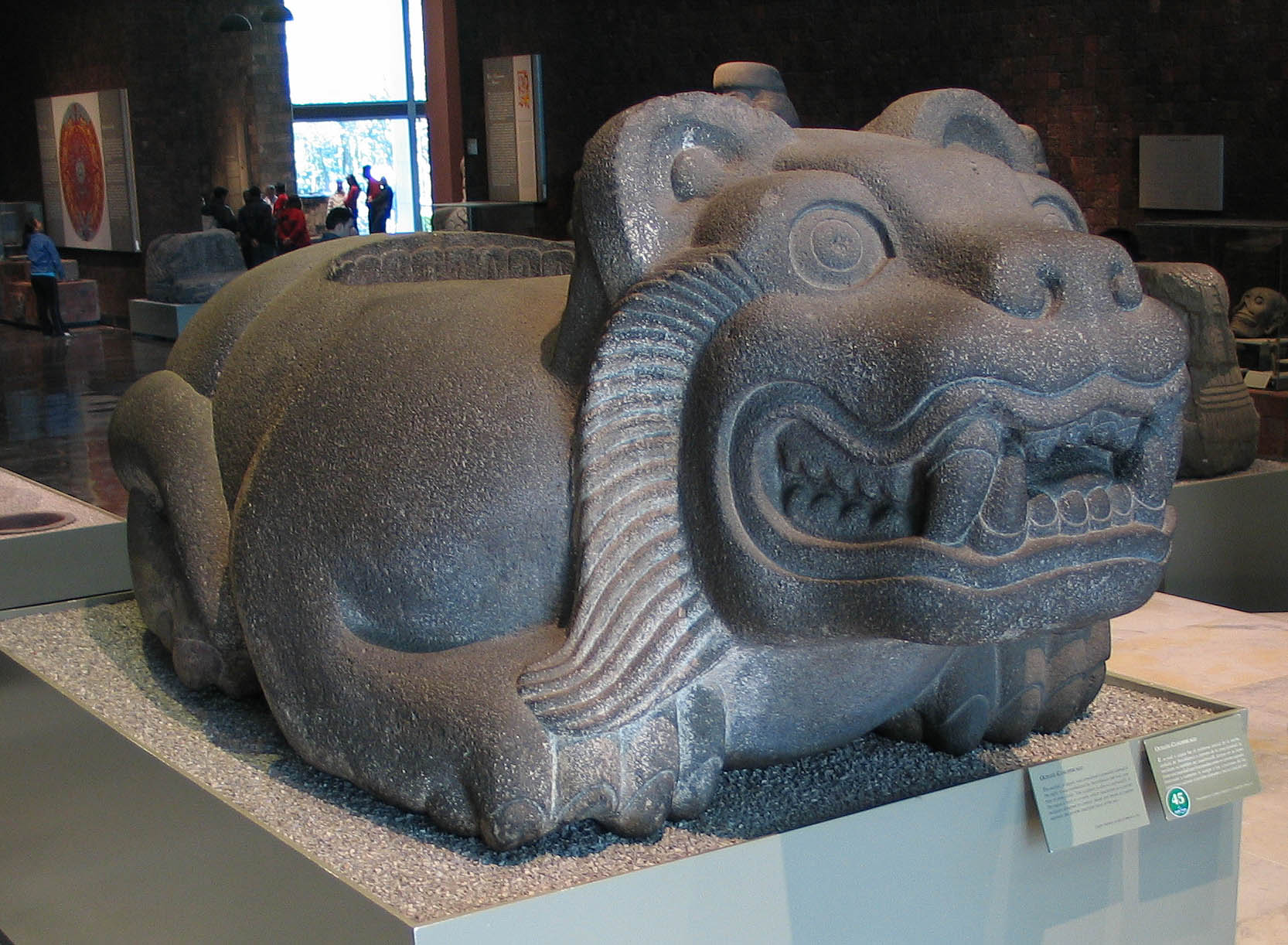
Cuauhxicalli en forme de jaguar (salle mexica du Musée national d'anthropologie de Mexico).

Un cuauhxicalli (retranscription phonétique du mot nahuatl kʷaːwʃiˈkalli, également orthographié  quauhxicalli, et qui signifie « réceptacle de l'aigle ») est une sorte d'autel en pierre utilisé en Mésoamérique pour y déposer le cœur excisé et le sang des victimes des sacrifices humains. Certains, de plus grandes dimensions, faisaient également office de pierre de sacrifice. 
La plupart étaient de dimension réduite, certains en bois, d'autres en pierre. Ils peuvent être ornés de représentations de cœurs sur le pourtour et, en dessous de ceux-ci, des roseaux (allusion au but des sacrifices : la fertilité de la terre). Ils étaient sculptés à l'intérieur mais également en dessous et représentaient souvent une divinité de la terre. 
Ils étaient parfois décorés avec des motifs animaux, en particulier des aigles et des jaguars. Un type très commun de cuauhxicalli représente un homme allongé sur le dos, avec les genoux repliés, et a été nommé Chac Mool au XIXe siècle.
Nous pouvons citer comme exemple deux cuauhxicalli aztèques : 
- le cuauhxicalli d'Axayacatl, grande roue en pierre de plus de trois mètres de diamètre dont le centre est creux. Il est orné sur le dessus d'un disque solaire et sur le pourtour sont représentées les différentes conquêtes des Guerres Sacrées ;
- le cuauhxicalli de Tizoc, présentant une iconographie similaire au précédent mais dans un style plus souple.